# Bunker Ni7

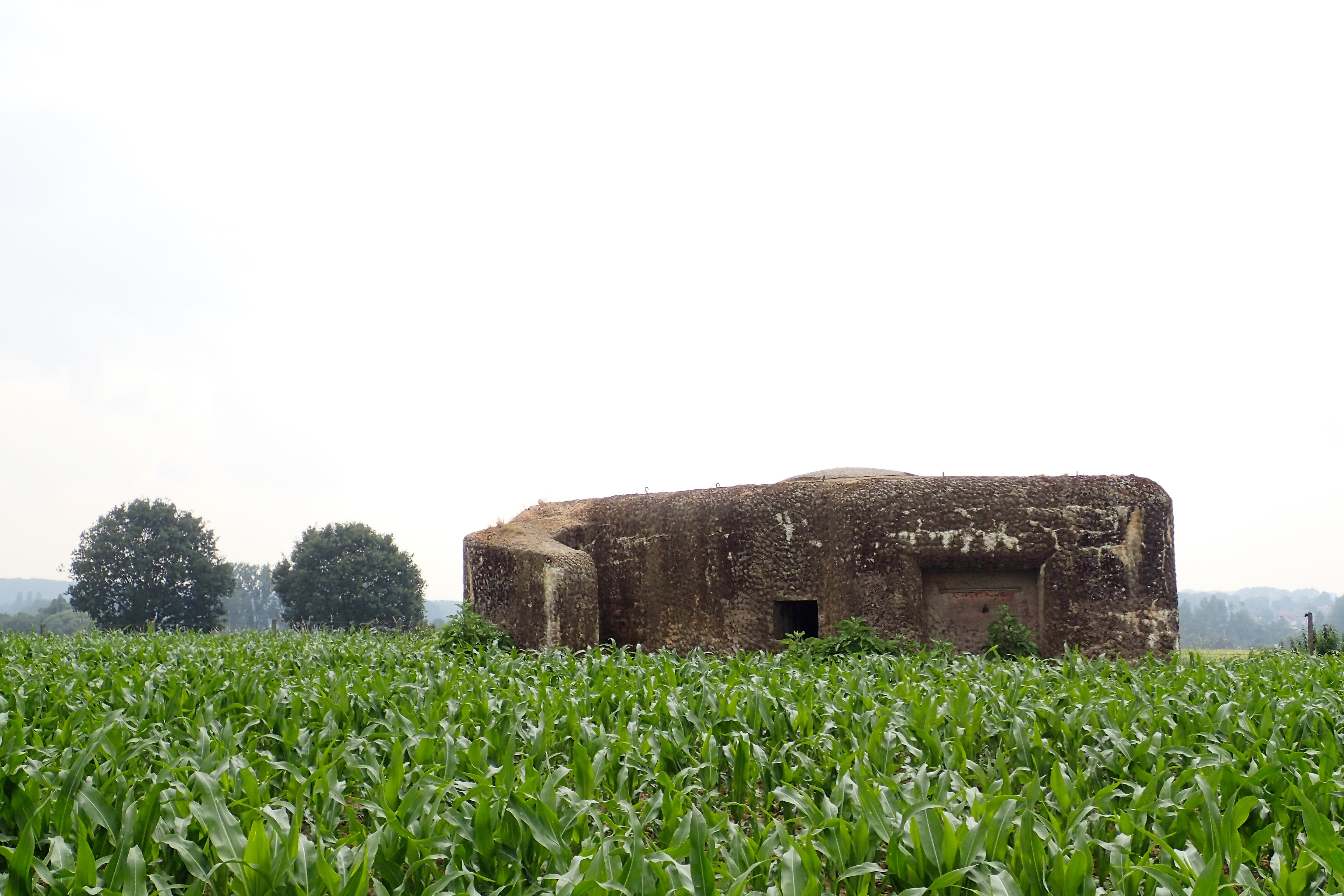
Zicht vanaf de Begaardenstraat op de bunker

Bunker Ni7 is een bunker daterend uit 1939 gelegen te Pamel (Roosdaal) en is onderdeel van de zuidelijke aftakking van de KW-linie,  meer bepaald van de aftakking Ninove-Waver.

## Context
De bunker Ni7, maakt samen met bunkers Ni6, Ni8 en Ni9 deel uit van het eindpunt van de zuidelijke aftakking van de zogenaamde IJzeren Muur die in het voorjaar van 1939 in opdracht van de Belgische staat werd gebouwd ter verdediging van Brussel.
Voor de constructie van deze bunker werden Jozef, Gerard en Victor De Koninck (Koestraat) onteigend met name: 3 aren en een doorgangsrecht van 2 m breedte en 126 m lengte (akte 23 maart 1939).
Deze linie, aangelegd om het neutraliteitsprincipe van België aan de vooravond van Wereldoorlog Twee kracht bij te zetten tegenover Duitsland, heeft echter nooit dienstgedaan. Al snel na de inval van het Duitse leger in mei 1940 werden de bunkers dicht gemetst en de overige delen van de linie (waaronder de cointetelementen) hergebruikt.
Na de oorlog werd de bunker samen met 2 andere bunkers (Ni6 en Ni8) in 1953 overgedragen door het Ministerie van Landsverdediging aan het Ministerie van Financiën, directie der registratie en domeinen. De grond werd opnieuw eigendom van de familie De Koninck in 1963.

### Ligging
De bunker Ni7 is gelegen op de Wolfsputberg en is de meest westelijk gelegen bunker van de 4 bunkers gelegen op Pamels grondgebied. De bunker ligt anno 2020 in agrarisch gebied en is niet toegankelijk voor het publiek. 

## Beschrijving

### Constructie
Bunker Ni7 is een type 1 bunker  (het kleinere type) en was in staat om granaatinslagen van het type 150 mm te weerstaan. De muren en het dak zijn 1,30 meter dik en de funderingen van de constructie zijn 2 meter diep.
Om de bunker aan het zicht van de vijand te onttrekken in het landschap werd de buitenzijde bekleed met cementen noppen, zogenaamde "eitjes" of Tiroler "tepeltjes" die in stroken van zwart en groen geschilderd werden. Hierdoor droegen ze bij tot de illusie van gebladerte.  Het dak van de bunker zelf werd bekleed met een camouflagenet, dat met de 16 haken werd vastgemaakt.
De toegang tot de bunker bevindt zicht in  het noorden achter een schermmuur. De overige muurpartijen zijn opengewerkt door één schietgat in een nis voor het opstellen van een mitrailleur in het oosten, één schietgat in een nis in het westen, één schietgat gelijk met de buitenwand in het zuiden, één vals schietgat in een nis en één vals schietgat gelijk met de buitenwand.

### Bewapening
Bunker Ni7 was uitgerust met 2 machinegeweren: één mitrailleurgeweer en één zwaar machinegeweer van het type "Maxim". De zware Maxim-mitrailleur was een automatisch wapen dat steunde op een sledeaffuit en een spilsteun. De loop kon lichtjes overlangs bewegen hetgeen het aanvoeren van de patronen mogelijk maakte terwijl door de terugloop van het kulasmechanisme het laden automatisch geschiedde. Men kon er schot voor schot en onafgebroken automatisch - 400 schoten per minuut - mee vuren. Dit wapen werkte met waterkoeling (4 liter). Bij vorst moest er glycerine aan toegevoegd worden. Het had een lengte van 1,200m, woog, met water, 21kg 650 en had een laadband van 250 patronen van kaliber 7.65 mm. Het lichte mitrailleurgeweer was een MG 1930, model Browning. Het was een automatisch wapen dat een deel der gassen benuttigde. De patronen (ook kaliber 7.65 mm) werden aangevoerd door middel van patroonhouders die 20 patronen bevatten. Met dit wapen kon schot voor schot en ook automatisch, met of zonder vertrager, gevuurd worden. De vuursnelheid (snelvuur) was ongeveer 600 schoten per minuut; met vertrager 300. Samen met de vork woog het 9 kg 300. De totale lengte met vlamdekker was 1m15. Voor de munitievoorraad was er weinig plaats: niet meer dan voor 1 tot 2 dagen.

### Bezetting
De bezetting van een kleine bunker bestond uit 7 man: een sergeant (de sectieoverste), 2 korporaals en 4 soldaten, dus 3 man per mitrailleur: een chef, een schutter en een lader en de sectiechef, gewoonlijk een sergeant. Overdag, in vredestijd, bleven er 3 manschappen binnen en 3 buiten in de loopgrachten. 's Nachts waren er steeds 3 van wacht: 1 binnen en 2 buiten.

## De bunker als erfgoed
De erfgoedwaarde van de bunker werd in 2019 formeel vastgesteld en de constructie is sindsdien ook opgenomen op de inventaris van bouwkundig erfgoed in Vlaams Brabant.

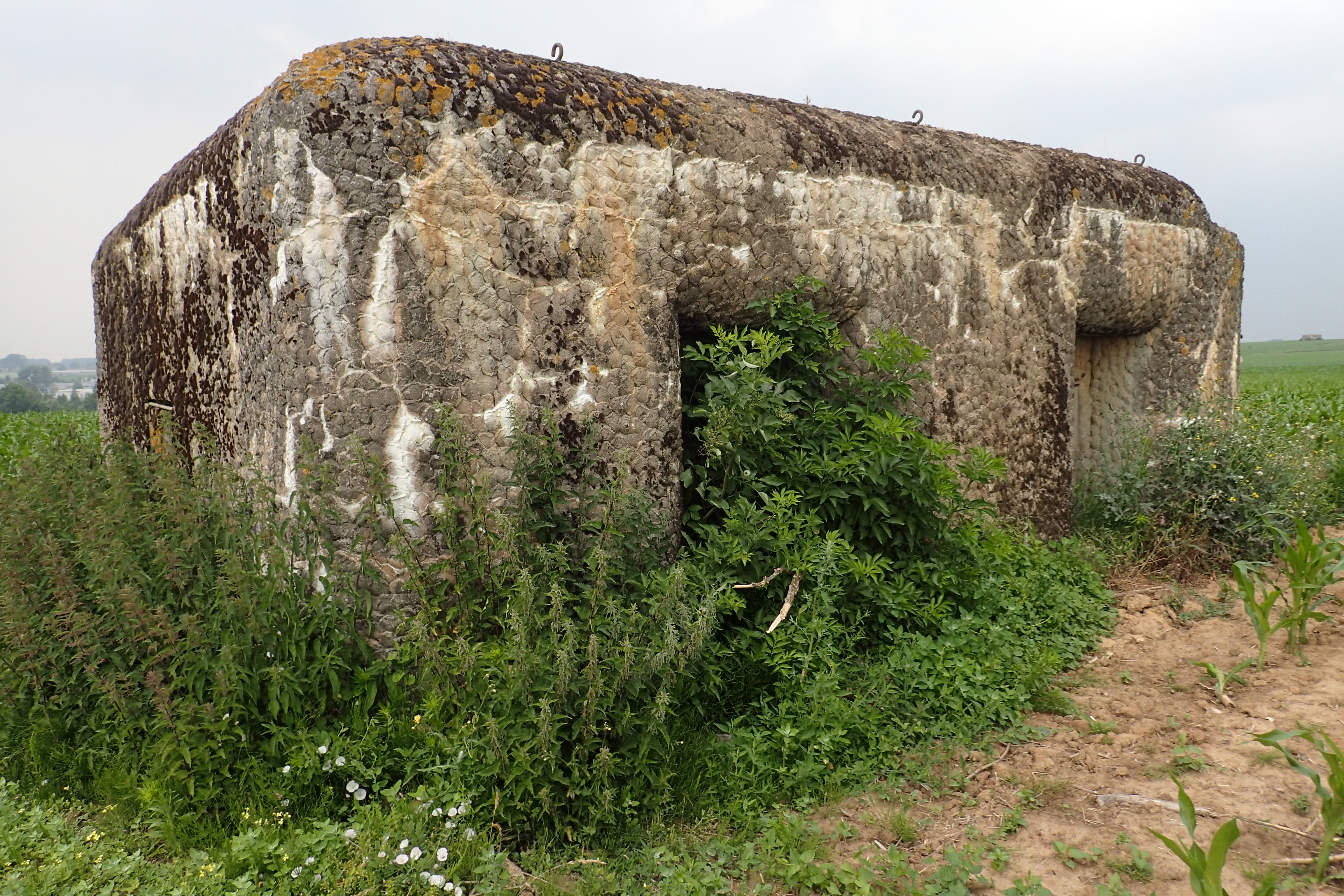
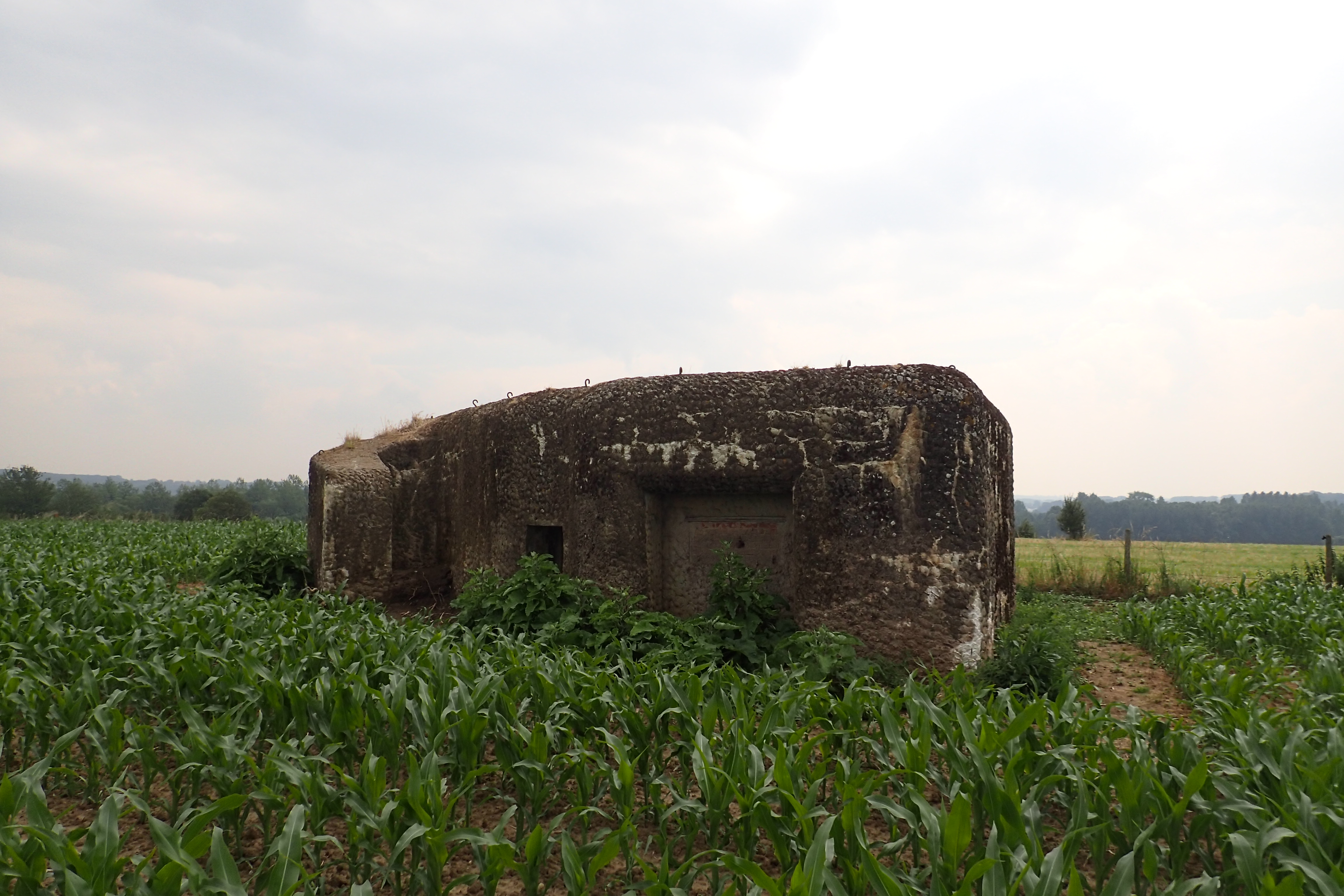
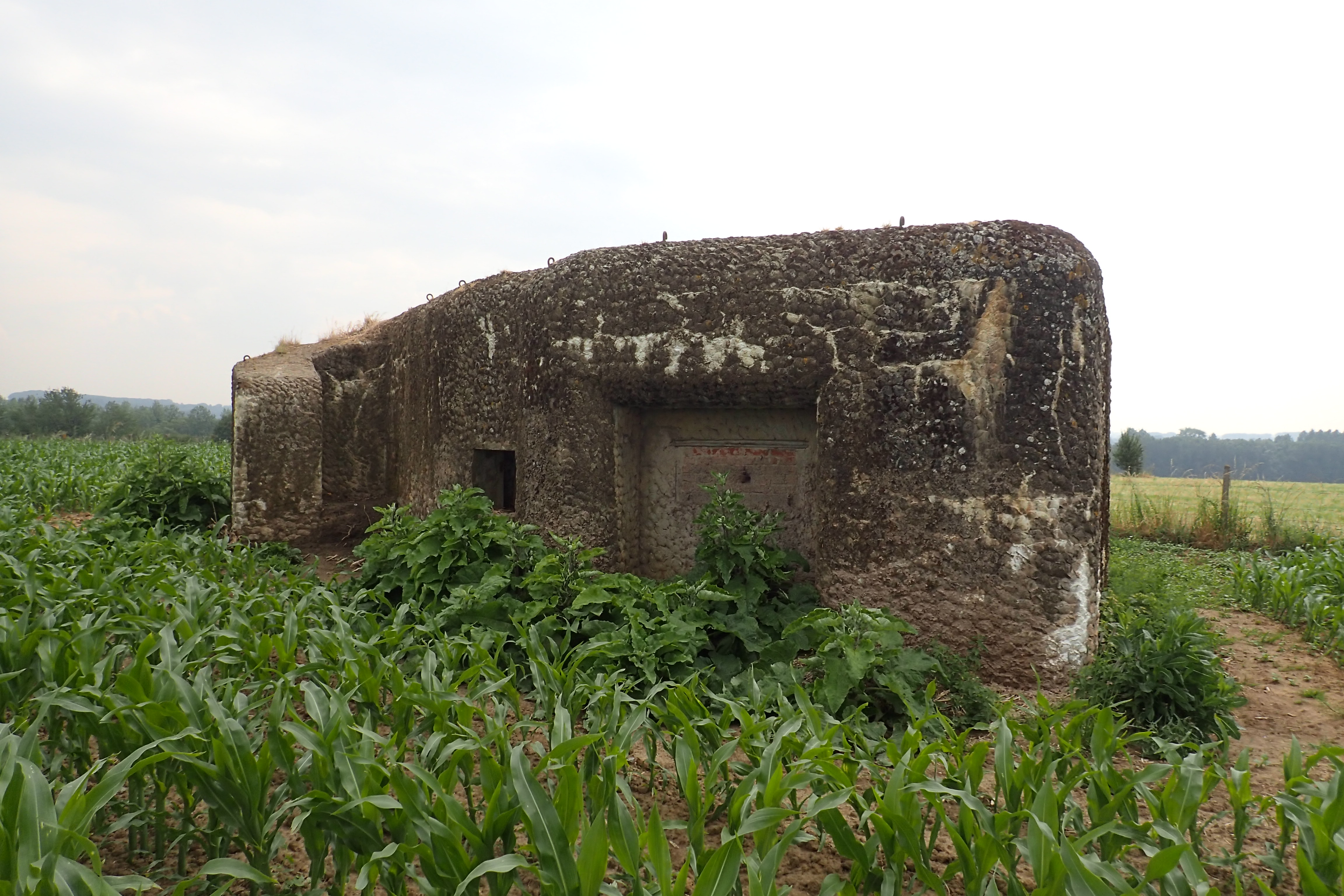
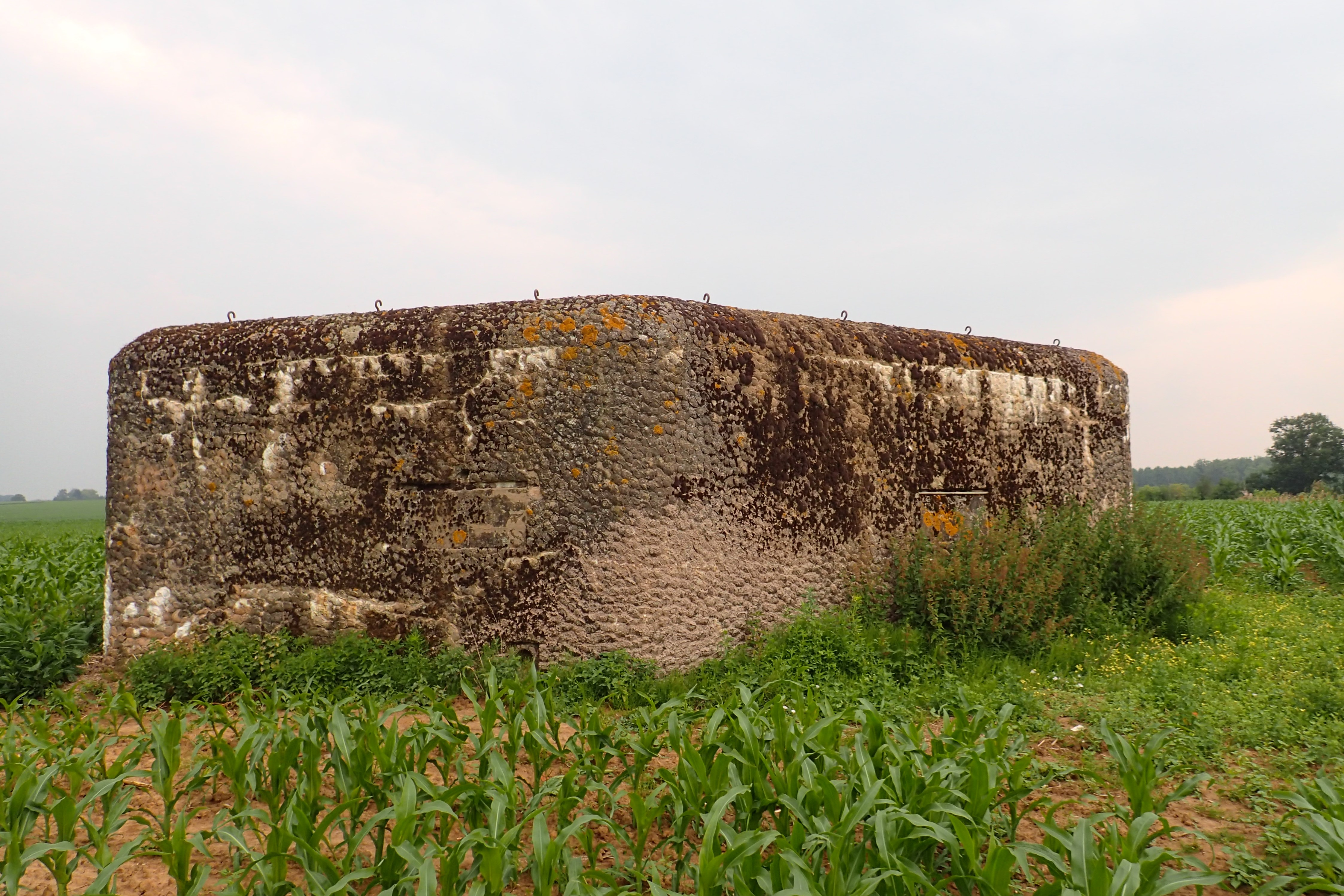
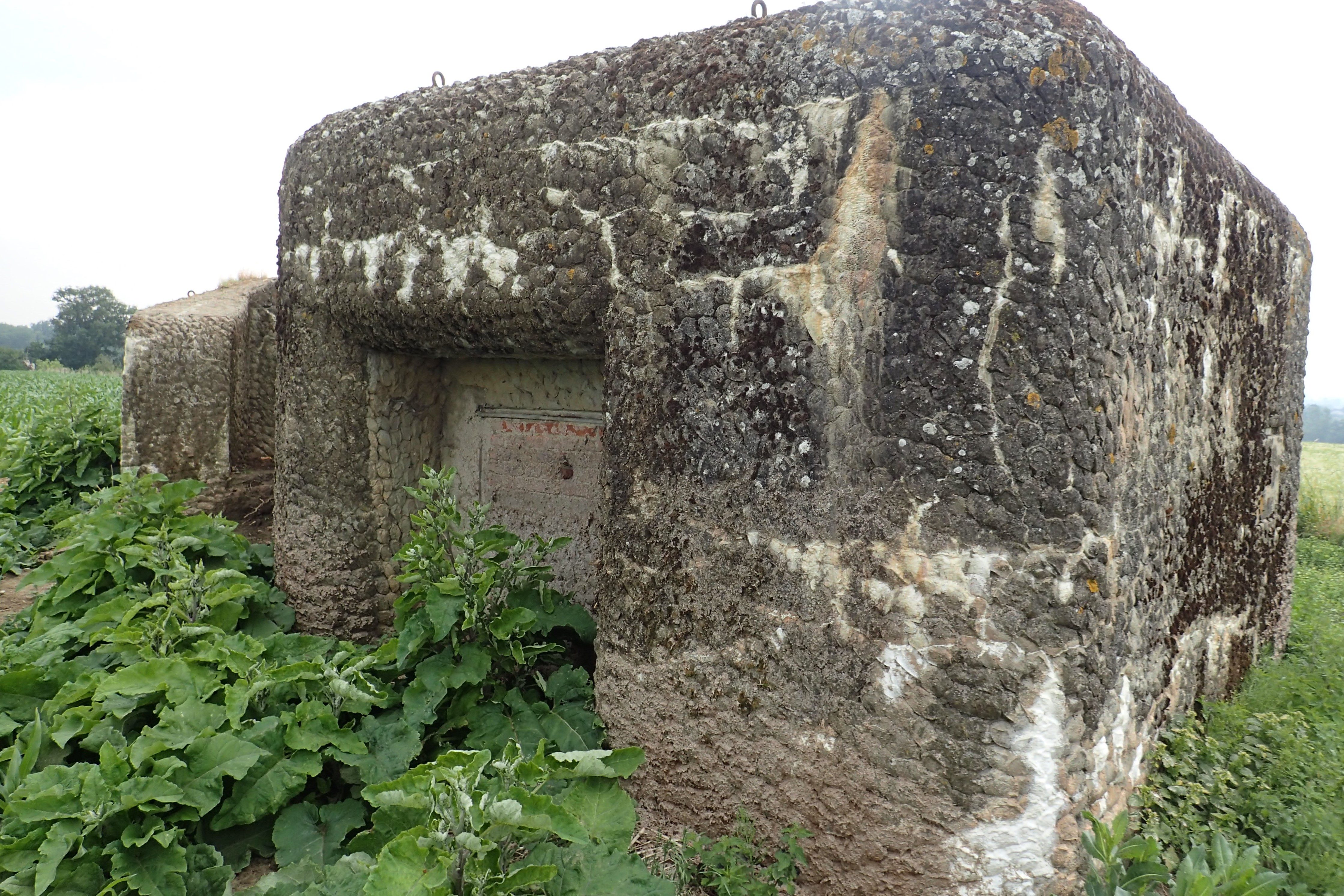
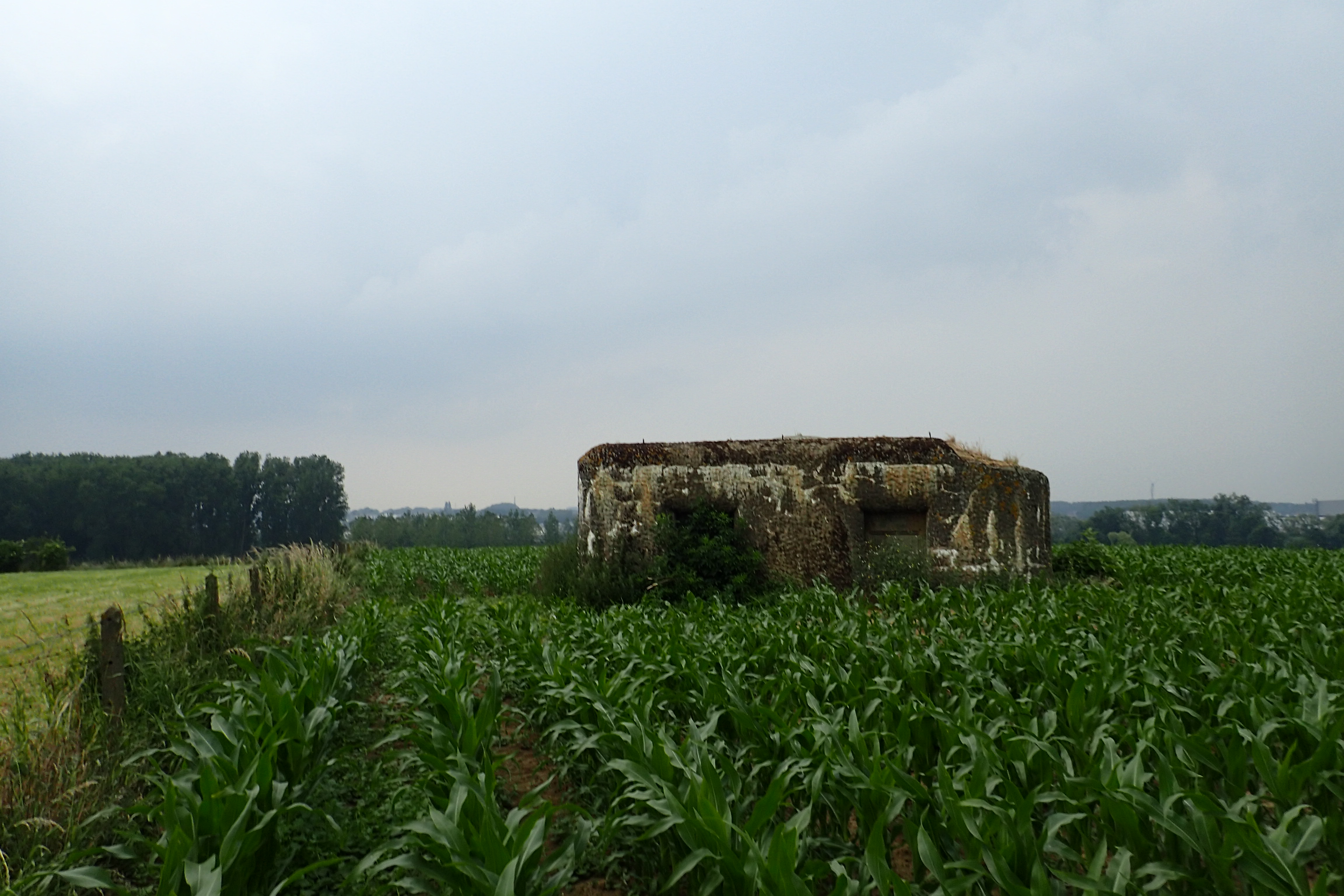
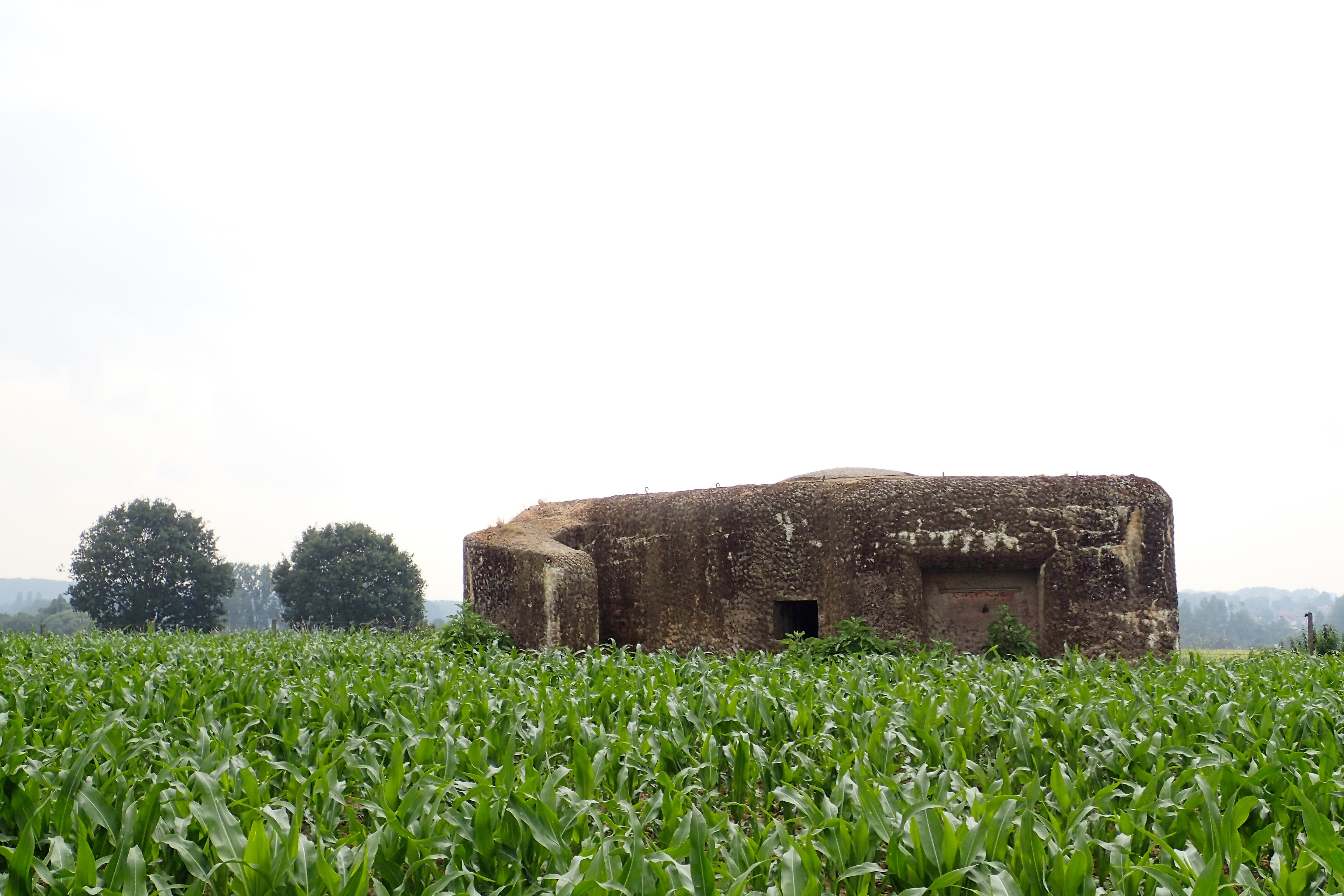
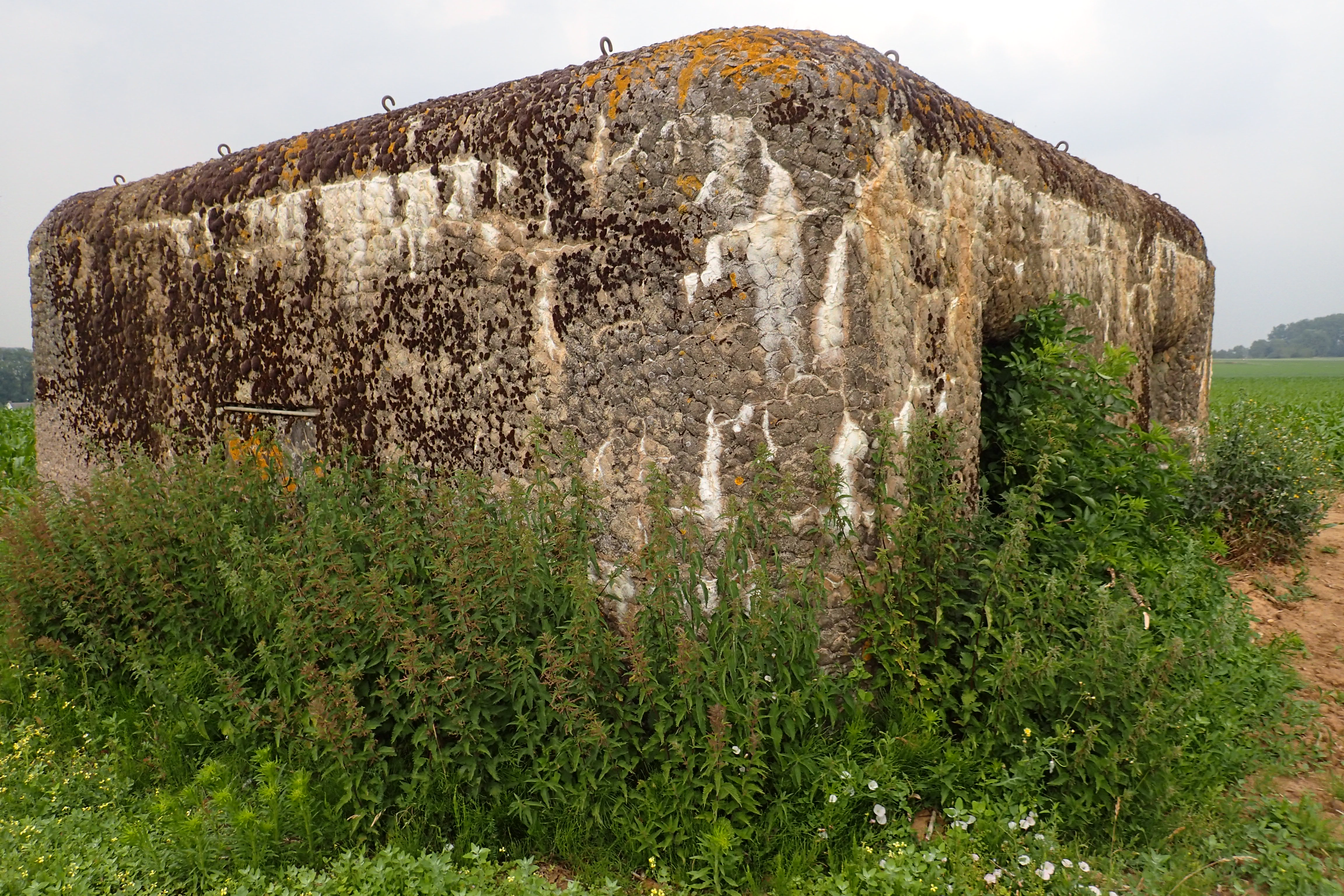
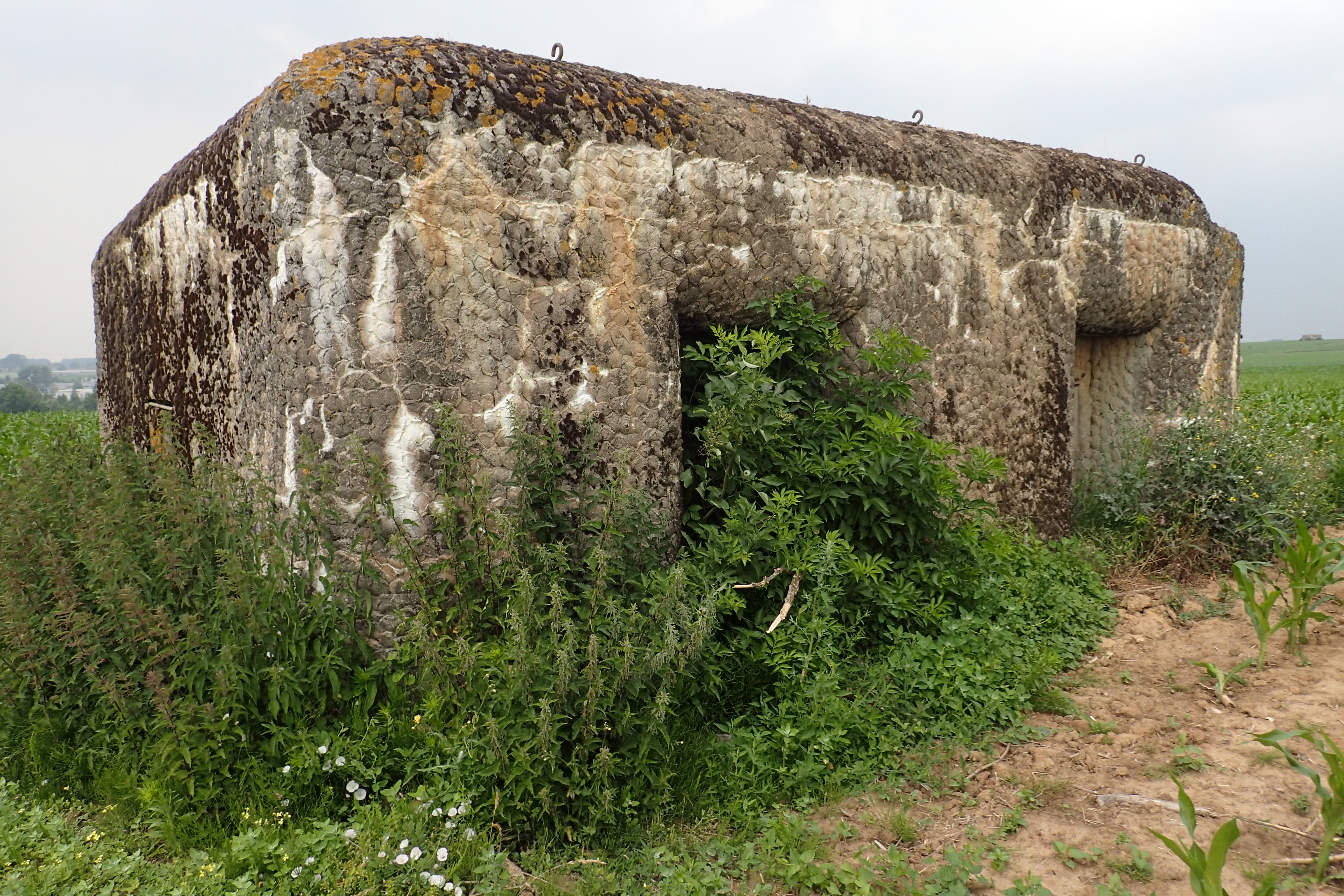